# Pernovský záliv
Pernovský záliv (estonsky Pärnu laht a česky také zátoka/záliv Pärnu) je záliv Baltského moře na jihozápadě Estonska, v severovýchodní části Rižského zálivu.
Záliv se otevírá k jihozápadu, má délku přibližně 20 km a v nejužším místě šířku 12 km. Celková plocha zálivu je 10 565 km². Záliv je poměrně mělký, dosahuje maximální hloubky 11 m.

## Osídlení
Na pobřeží zálivu leží město Pärnu a vesnice Liu, Marksa, Kabriste, Saulepa, Reiu a Tahkuranna.

## Vodní režim
Do zálivu se vlévají řeky Pernava a Audru, Lindský a Tuurastský potok a Põldeostský příkop. Přibližně 80 % přítoku vody připadá na Pernavu. Vlivem toho je voda v Pernavském zálivu velmi málo slaná (4–5 ‰).

## Ostrovy
Poblíž jihovýchodního pobřeží zálivu leží několik ostrůvků.